# Pécsská univerzita
Pécsská univerzita (maďarsky Pécsi Tudományegyetem, latinsky: Universitas Quinqueecclesiensis - tj. Univerzita v Pětikostelí) je státní univerzita v maďarském městě Pécs (dříve Pětikostelí).
Univerzita se dělí na deset fakult. S rokem založení 1367 se jedná o nejstarší a s přibližně 30 000 studenty zároveň největší univerzitu na území Maďarska. Současným rektorem univerzity je József Bódis.

## Dějiny
Původní univerzita v Pécsi byla založena uherským králem Ludvíkem I. v roce 1367 jako jedna z nejstarších ve střední Evropě, v době turecké nadvlády zanikla.
V roce 1921 byla novými československými úřady zrušena někdejší maďarská Univerzita královny Alžběty v Bratislavě. Ta zde byla v provozu v letech 1914–1918 a poté byla roku 1923 novou maďarskou vládou přestěhovala do Pécsi. Po roce 1982 nesla název Univerzita Jana Pannonia (Janus Pannonius Tudományegyetem, JPTE).
Dnešní univerzita v Pécsi vznikla v roce 2000 sloučením JPTE s Pécsi Orvostudományi Egyetem (POTE), dnešní lékařské fakulty, a Illyés Gyula Pedagógiai Főiskola (Pedagogická univerzita Gyuly Illyése) se sídlem v Szekszárdu.

## Fakulty

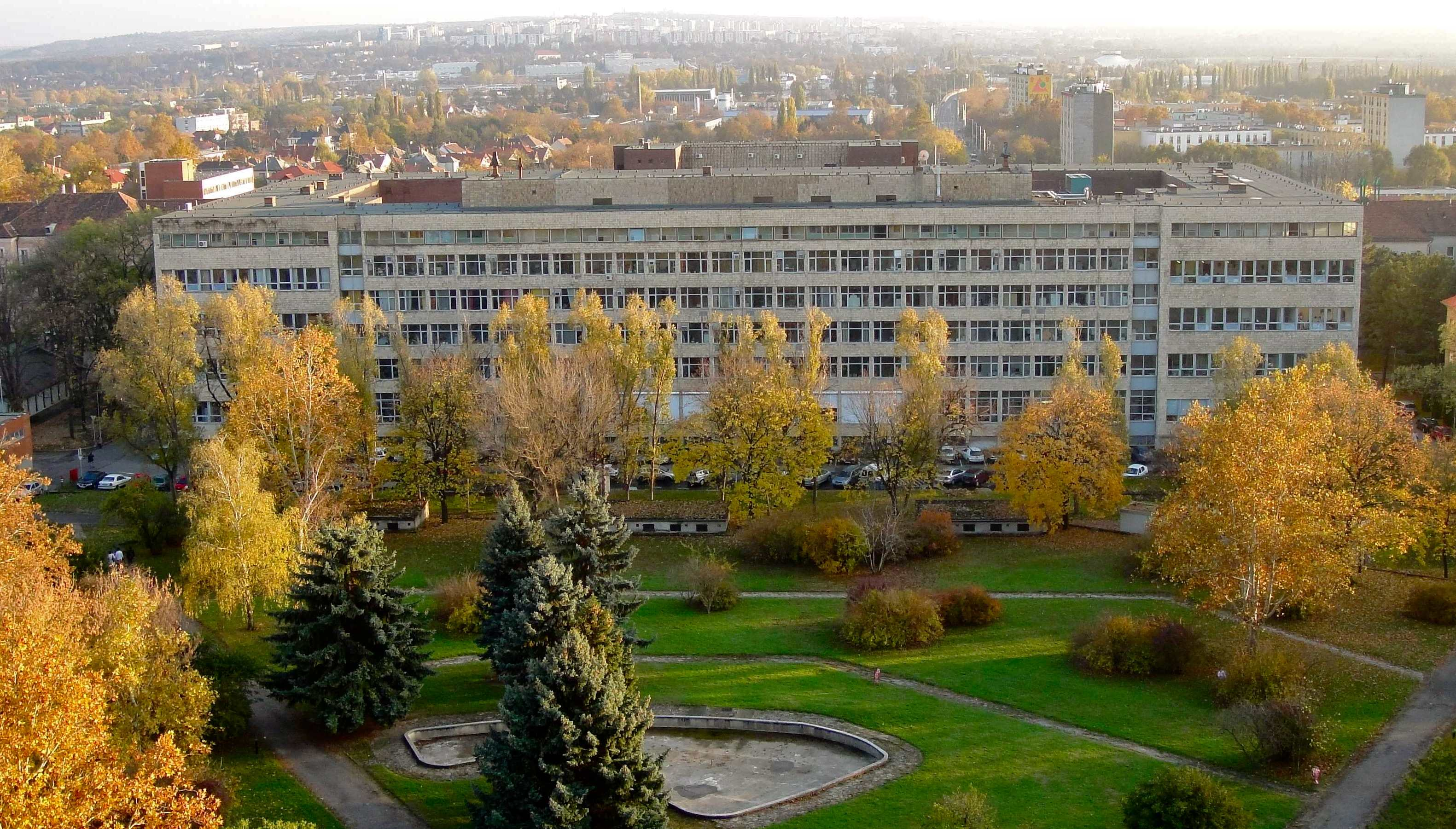
Lékařská fakulta

- Fakulta vzdělávání dospělých a personálního rozvoje (FEEK)
- Fakulta zdravotnictví (ETK)
- Pedagogická fakulta Illyés Gyula (IGYFK)
- Umělecká fakulta (MK)
- Lékařská fakulta (ÁOK)
- Fakulta přírodních věd (TTK)
- Filozofická fakulta (BTK)
- Pollack Mihály Technická fakulta (PMMK)
- Právnická fakulta (ÁJK)
- Provozně ekonomická fakulta (KTK)

## Osobnosti

### Profesoři
- Géza Herczegh (1928–2010), profesor mezinárodního práva v letech 1967 až 1990
- Karl Kerényi (1897–1973), 1936–1941 profesor pro klasickou filologii a starověké dějiny

### Absolventi
- Ivan Harajda (1905–1944), rusínský lingvista, autor mluvnice rusínského jazyka
- Tibor Nagy (1910–1995), maďarský historik starověku a archeolog římských provincií
- Ante Starčević (1823–1896), chorvatský politik, publicista a autor
- János Xántus (1825-1894), maďarský zoolog